# مرغ‌های درختزار
مرغ‌های درختزار (نام علمی: Megalurulus) نام یک سرده از تیره سسکان ملخی است.